# Millor Entrenador de l'ACB
El Millor Entrenador de l'ACB és un premi que lliuren l'Associació de Clubs de Bàsquet, (ACB) i l'Associació Espanyola d'Entrenadors de Bàsquet, (AEEB) al millor entrenador en la temporada regular. Aquest premi es va instaurar en la temporada 2007-2008 i es lliura en la presentació del Play-off juntament amb altres premis de la Lliga ACB, com ara el de l'MVP de la Lliga ACB, el premi al jugador revelació de la Lliga ACB o el premi al Quintet Ideal de la temporada.
Cada mes es realitza una votació depenent de les victòries i les derrotes de l'equip durant el mes, i el qui millor balanç tingui és designat com a millor entrenador del mes. Els quatre següents entrenadors amb millor balanç cada mes, reben uns punts, que, al final de la campanya se sumen per donar el vencedor definitiu.

## Palmarès

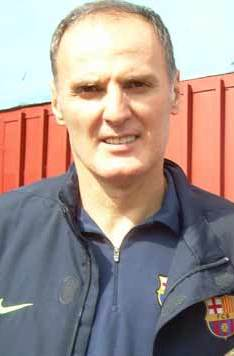
Duško Ivanović.

| Temporada | Entrenador        | Equip              | Balanç            |                   |
| --------- | ----------------- | ------------------ | ----------------- | ----------------- |
| 2007-08   | Joan Plaza        | Real Madrid CF     | 29–5              |                   |
| 2008-09   | Duško Ivanović    | TAU Ceràmica       | 28–4              |                   |
| 2009-10   | Xavi Pascual      | Regal FC Barcelona | 31–3              |                   |
| 2010-11   | Xavi Pascual (2)  | Regal FC Barcelona | 27–7              |                   |
| 2011-12   | Xavi Pascual (3)  | Regal FC Barcelona | 29–5              |                   |
| 2012-13   | Pablo Laso        | Real Madrid CF     | 30–4              |                   |
| 2013-14   | Pablo Laso (2)    | Real Madrid CF     | 32–2              |                   |
| 2014-15   | Pablo Laso (3)    | Real Madrid CF     | 27–7              |                   |
| 2015-16   | Xavi Pascual (4)  | Regal FC Barcelona | 29–5              |                   |
| 2016-17   | Txus Vidorreta    | Iberostar Tenerife | 22-10             |                   |
| 2017-18   | Pablo Laso (4)    | Reial Madrid       | 30-4              |                   |
| 2018-19   | Svetislav Pesic   | FC Barcelona       | 27-7              |                   |
| 2019-20   | No es va concedir | No es va concedir  | No es va concedir | No es va concedir |